# Sustać
Sustać (en serbe cyrillique : Сустаћ) est un village du sud du Monténégro, dans la municipalité de Bar.

## Démographie

### Évolution historique de la population
| 1948 | 1953 | 1961 | 1971 | 1981 | 1991 | 2003 |
| ---- | ---- | ---- | ---- | ---- | ---- | ---- |
| 109  | 125  | 142  | 169  | 174  | 268  | 434  |